# Zöhrabkənd
Zöhrabkred (aussi, Zakhrabkend et Zokhrabkend) est un village du district de Davachi en Azerbaïdjan. Le village fait partie de la commune de Çuxurazəmi (en).